# Musée national de l'Art occidental
 (février 2022).
Si vous disposez d'ouvrages ou d'articles de référence ou si vous connaissez des sites web de qualité traitant du thème abordé ici, merci de compléter l'article en donnant les références utiles à sa vérifiabilité et en les liant à la section « Notes et références ».
Le musée national de l'Art occidental (国立西洋美術館, kokuritsu seiyō bijutsukan) est un musée d'art spécialisé dans l'art occidental fondé en 1959 et situé à Tokyo au Japon. Il occupe comme bâtiment principal un bâtiment conçu par Le Corbusier.

## Histoire
Le musée fut initialement conçu pour abriter la collection personnelle de l'industriel japonais Matsukata Kōjirō, collection qui avait été entreposée en France à partir de la Première Guerre mondiale sous le contrôle du conservateur de musées Léonce Bénédite.
Les barrières à l'importation des produits de luxes mises en place au Japon dans l'entre-deux guerres retardent le rapatriement de la collection.
La collection est placée sous séquestre en 1944 par le Gouvernement provisoire de la République française, en vertu de l’état de guerre qui a existé entre le Japon et la France Libre. En 1947, 21 des pièces sont mises aux enchères sans l’accord de Matsukata Kōjirō.
Après le décès de Matsukata, les tractations entre les gouvernements français et japonais aboutissent finalement à un accord. À condition que la famille Matsukata renonce à l'intégralité de ses droits sur la collection et que le gouvernement japonais finance la construction du musée, la France rétrocède une grande partie des œuvres originelles de la collection de Matsukata Kojiro.
Cette entente explique, entre autres, la place centrale de la collection d’art français de Matsukata au sein du musée.
Le site est classé, avec 16 autres œuvres architecturales de Le Corbusier, au patrimoine mondial de l'UNESCO depuis 2016.

## Artistes représentés
- Heinrich Aldegrever (1502–1561), Allemagne
- Albrecht Altdorfer (1480–1538), Allemagne
- Edmond Aman-Jean (1860–1936), France
- Jean Arp (1886–1966), France
- Hans Baldung (1484–1554), Allemagne
- Giovanni Francesco Barbieri (1591–1666), Italie
- Ernst Barlach (1870–1938), Allemagne
- François Baron-Renouard (1918–2009), France
- Leandro Bassano (1557–1622)
- Barthel Beham (1502–1540)
- Hans Sebald Beham (1500–1550), Allemagne
- Stefano della Bella (1610–1664)
- Émile Bernard (1868–1941), France
- Albert Besnard (1849–1934), France
- Joachim Bueckelaer (1533–1574), Belgique
- Leonardo Bistolfi (1859–1933), Italie
- William Blake (1757–1827), Royaume-Uni
- Jacques-Émile Blanche (1861–1942)
- Abraham Bloemaert (1564–1651), Pays-Bas
- Cornelis Bloemaert (1603–1684), Pays-Bas
- Pierre Bonnard (1867–1947), France
- François Bonvin (1817–1887), France
- Abraham Bosse (1602–1676), France
- François Boucher (1703–1770), France
- Antoine Bourdelle (1861–1929), France
- Dirk Bouts (1420–1475), Pays-Bas
- Félix Bracquemond (1833–1914), France
- Georges Braque (1882–1963), France
- Pieter Brueghel (1525–1569), Belgique
- Hendrick ter Brugghen (1588–1629), Pays-Bas
- Charles Le Brun (1619–1690), France
- Bernard Buffet (1928–1999), France
- Hans Burgkmair (1473–1531), Allemagne
- Jacques Callot (1592–1635), France
- Giulio Campagnola (1482–1516), Italie
- Robert Campbell (de) (1944–1993), Australie
- Canaletto (1697–1768), Italie
- Agostino Carracci (1557–1602), Italie
- Jean-Baptiste Carpeaux (1827–1875), France
- Eugène Carrière (1849–1906), France
- Bernardo Cavallino (1616–1654), Italie
- Paul Cézanne (1839–1906), France
- Marc Chagall (1887–1985), France
- Antoni Clavé (1913-2005), Espagne
- Joos van Cleve (1480–1540), Allemagne
- Charles-Nicolas Cochin (1688–1754), France
- Edwaert Collier (1640–1707), Pays-Bas
- Gillis van Coninxloo (1544–1606), Belgique
- Lovis Corinth (1858–1925), Roumanie
- Jean-Baptiste Camille Corot (1796–1875), France
- Charles Cottet (1863–1925), France
- Gustave Courbet (1819–1877), France
- Charles Antoine Coysevox (1640–1720), France
- Lucas Cranach l'Ancien (1472–1553), Allemagne
- Carlo Crivelli (1430–1494), Italie
- Salvador Dalí (1904–1989), Espagne
- Charles-François Daubigny (1817–1878), France
- Honoré Daumier (1808–1879), France
- Alexandre-Gabriel Decamps (1803–1860), France
- Edgar Degas (1834–1917), France
- Eugène Delacroix (1798–1863), France
- Maurice Denis (1870–1943), France
- André Derain (1880–1954), France
- George Desvallières (1861–1950), France
- Carlo Dolci (1616–1686), Italie
- Kees van Dongen (1877–1968), Pays-Bas
- Gérard Dou (1613–1675), Pays-Bas
- Jean Dubuffet (1901–1985), France
- Raoul Dufy (1877–1953), France
- Jean Duvet (1485–1570), France
- Antoine van Dyck (1599–1641), Belgique
- Albrecht Dürer (1471–1528), Allemagne
- James Ensor (1860–1949), Belgique
- Max Ernst (1891–1976), Allemagne
- William Etty (1787–1849), Royaume-Uni
- Henri Fantin-Latour (1836–1904), France
- Lyonel Feininger (1871–1956), États-Unis
- Georges de Feure (1868–1943), France
- Copley Fielding (1787–1855), Royaume-Uni
- Jean-Louis Forain (1852–1931), France
- Tsugouharu Foujita (1886–1968), Japon, France
- Jean-Honoré Fragonard (1732–1806), France
- Sam Francis (1923–1994), États-Unis
- Paul Gauguin (1848–1903), France
- Claude Gellée (1600–1682), France
- Jacques de Gheyn II (1565–1629), Belgique
- Giorgio Ghisi (1512–1582), Italie
- Alberto Giacometti (1901–1966), Suisse
- Albert Gleizes (1881–1953), France
- Vincent van Gogh (1853–1890), Pays-Bas
- Hendrik Goltzius (1558–1616), Allemagne
- Francisco de Goya (1746–1828), Espagne
- Jan van Goyen (1596–1656), Pays-Bas
- Le Greco (1541–1614), Espagne, Grèce
- Richard Hamilton (born 1922), Royaume-Uni
- Cornelis de Heem (1631–1695)
- Jean-Jacques Henner (1829–1905), France
- Auguste Herbin (1882–1960), France
- William Hogarth (1697–1764), Royaume-Uni
- Hans Holbein (1497–1543), Allemagne
- Jean-Auguste-Dominique Ingres (1780–1876), France
- Tim Johnson (de) (born 1947), Australie
- Jacob Jordaens (1593–1678), Belgique
- Wassily Kandinsky (1866–1944), Russie
- Max Klinger (1857–1920), Allemagne
- Käthe Kollwitz (1867–1945), Allemagne
- Alfred Kubin (1877–1959), Allemagne
- Nicolas Lancret (1690–1743), France
- Nicolas de Largillierre (1665–1746), France
- Jean Launois (1898–1942), France
- Ernest Laurent (1859–1929), France
- Le Corbusier (1887–1965), Suisse, France
- Bernard Leach (1887–1979), Hong Kong
- Henri Lebasque (1865–1937), France
- Fernand Léger (1881–1955), France
- Alphonse Legros (1837–1911), France
- Stanislas Lépine (1835–1892), France
- Lucas van Leyden (1489–1533)
- Léon Augustin Lhermitte (1844–1925), France
- Pietro Longhi (1702–1785), Italie
- Bernard Lorjou (1908-1986), France
- Alessandro Magnasco (1667–1749), Italie
- Aristide Maillol (1861–1944), France
- Édouard Manet (1832–1883), France
- Andrea Mantegna (1431–1506), Italie
- Henri Matisse (1869–1954), France
- Charles Meryon (1821–1868), France
- John Everett Millais (1829–1896), Royaume-Uni
- Jean-François Millet (1814–1875), France
- Joan Miró (1893–1983), Espagne
- Paula Modersohn-Becker (1876–1907), Allemagne
- Amedeo Modigliani (1884–1920), Italie
- Claude Monet (1840–1926), France
- Bartolomeo Montagna (1440–1523), Italie
- Adolphe Joseph Thomas Monticelli (1824–1886)
- Henry Moore (1898–1986), Royaume-Uni
- Gustave Moreau (1826–1898), France
- Sally Morgan (né en 1951)
- Alphons Mucha (1860–1939), Bohême, Tchécoslovaquie
- Edvard Munch (1863–1944), Norvège
- Bartolomé Esteban Murillo (1618–1682), Espagne
- Jean-Marc Nattier (1685–1766), France
- Robert Owen (born 1937), Australie
- Samuel Palmer (1805–1881), Royaume-Uni
- Georges Papazoff (1894–1972)
- Jules Pascin (1885–1930)
- Jean-Baptiste Pater (1695–1736)
- Joachim Patinier (1475–1524), Belgique
- Pablo Picasso (1881–1973), Espagne
- Francesco Piranesi (1758–1810), Italie
- Giovanni Battista Piranesi (1720–1778), Italie
- Camille Pissarro (1830–1903), France
- Jackson Pollock (1912–1956), États-Unis
- Paulus Pontius (1603–1858), Belgique
- Pierre Puvis de Chavannes (1824–1898), France
- Odilon Redon (1840–1916), France
- Guido Reni (1575–1642), Italie
- Auguste Renoir (1841–1919), France
- Alfred Rethel (1816–1959)
- Joshua Reynolds (1723–1792), Royaume-Uni
- José de Ribera (1591–1652), Espagne
- Rembrandt (1606–1669), Pays-Bas
- Henri Rivière (1864–1951), France
- Hubert Robert (1733–1808), France
- Auguste Rodin (1840–1917), France
- Félicien Rops (1833–1898), Belgique
- Salvator Rosa (1615–1673), Italie
- Dante Gabriel Rossetti (1828–1882), Royaume-Uni
- Georges Rouault (1871–1958), France
- Pierre Paul Rubens (1577–1640), Allemagne
- Ed Ruscha (né en 1937), États-Unis
- Jacob van Ruisdael (1630–1681), Pays-Bas
- Egidius Sadeler (1570–1629), Belgique
- Francesco Salviati (1510–1563)
- Ary Scheffer (1795–1858), Pays-Bas
- Martin Schongauer (1450–1491), France
- Cornelis Schut (1597–1655)
- Giovanni Segantini (1858–1899), Italie
- Daniel Seghers (1590–1661)
- Jacopo del Sellaio (1442–1493)
- Paul Sérusier (1864–1927), France
- Ben Shahn (1898–1969)
- Paul Signac (1863–1935), France
- Alfred Sisley (1839–1899), France
- John Sloan (1871–1951), États-Unis
- Chaïm Soutine (1893–1943), Russie
- Jan Steen (1626–1679), Pays-Bas
- Herman Van Swanevelt (1600–1655)
- David Teniers le Jeune (1610–1690), Belgique
- David Teniers l'Ancien (1582–1649)
- Giovanni Battista Tiepolo (1696–1770), Italie
- Giovanni Domenico Tiepolo (1727–1804), Italie
- Jacopo Tintoretto (1518–1594), Italie
- Jan Toorop (1858–1928)
- Henri de Toulouse-Lautrec (1864–1901), France
- Georges de La Tour (1593–1653), France
- Joseph Mallord William Turner (1775–1851), Royaume-Uni
- Adriaen van Utrecht (1599–1653)
- Armand Vaillancourt (born 1929), Canada
- Félix Vallotton (1865–1925), France
- Giorgio Vasari (1511–1574), Italie
- Agostino Veneziano (1490–1536), Italie
- Claude Joseph Vernet (1714–1789), France
- Paul Véronèse (1528–1588), Italie
- Jacques Villon (1875–1963), France
- Maurice de Vlaminck (1876–1958), France
- Heinrich Vogeler (1872–1942), Allemagne
- Lucas Vorsterman (1595–1675)
- Maarten de Vos (1532–1603)
- Édouard Vuillard (1868–1940), France
- Rogier van der Weyden (1399–1464), Belgique
- James McNeill Whistler (1834–1903), États-Unis
- Richard Wilson (1714–1782), Royaume-Uni

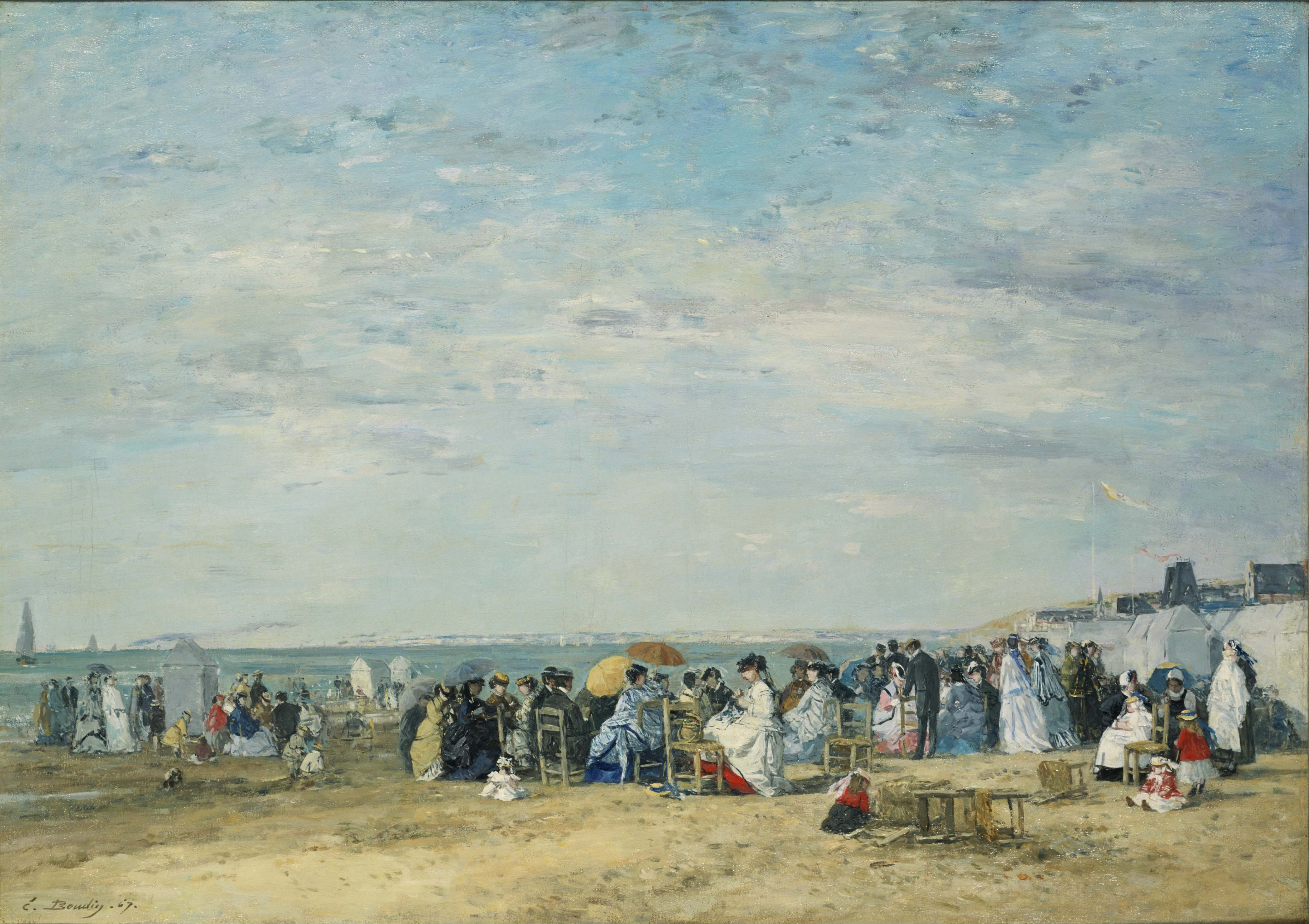
Eugène Boudin.
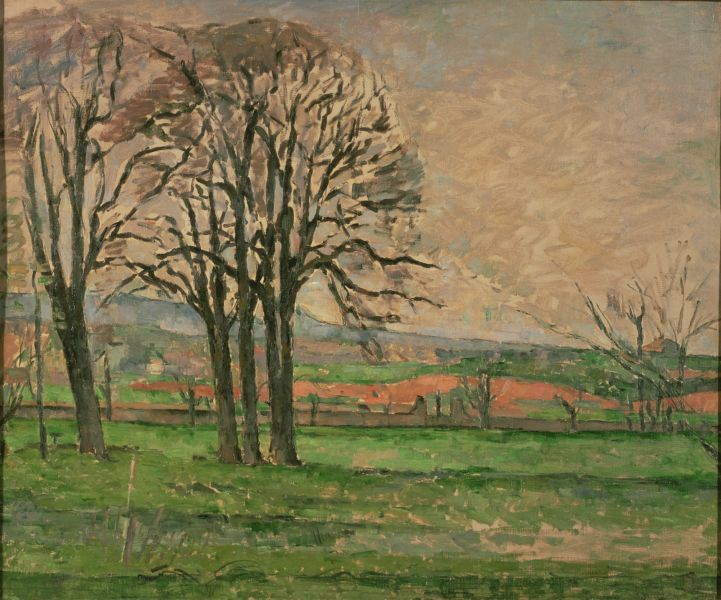
Paul Cézanne.
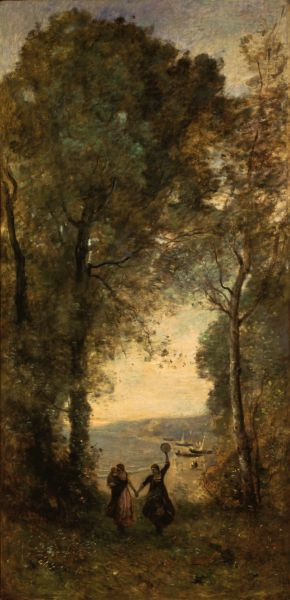
Jean-Baptiste Camille Corot.
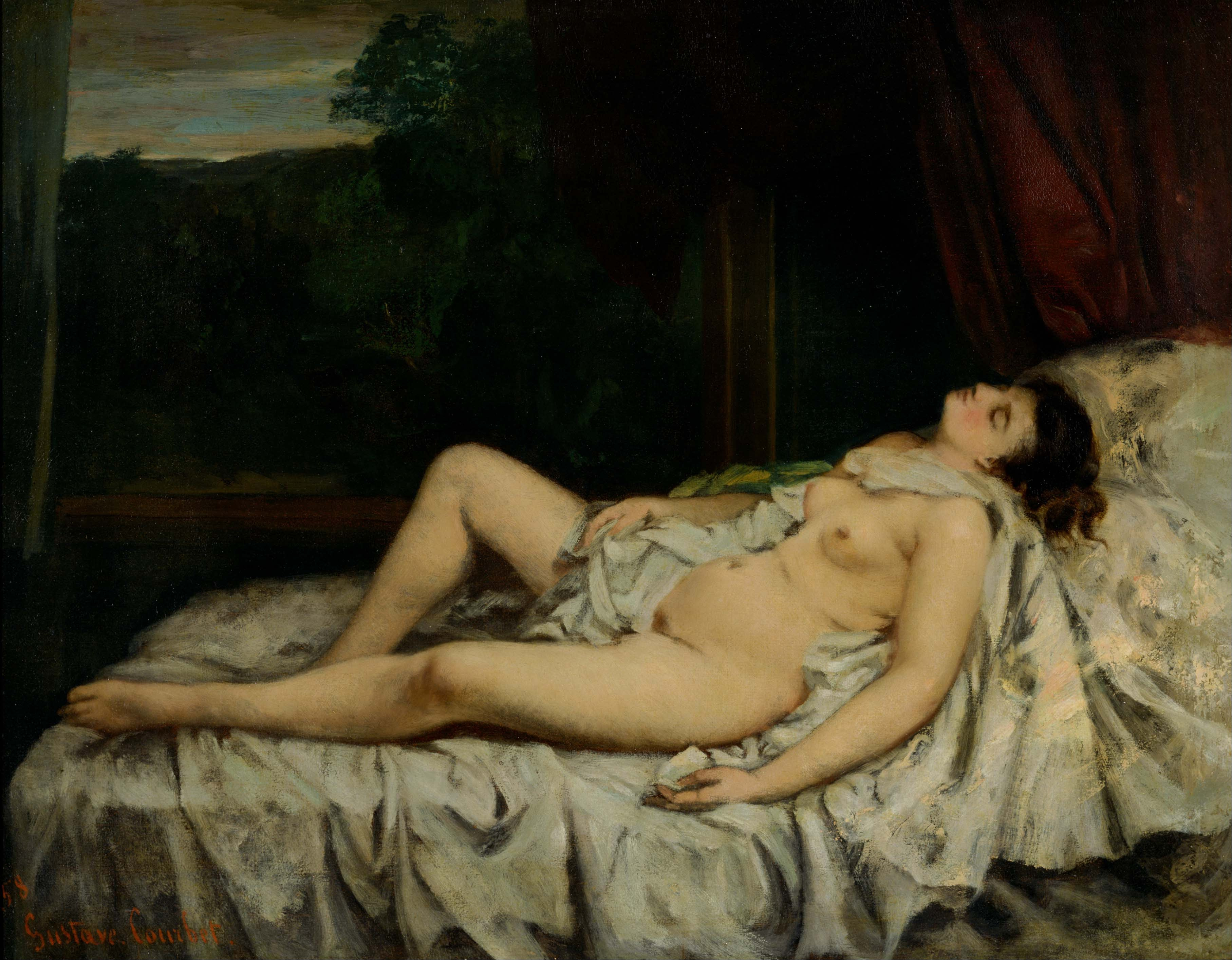
Gustave Courbet.
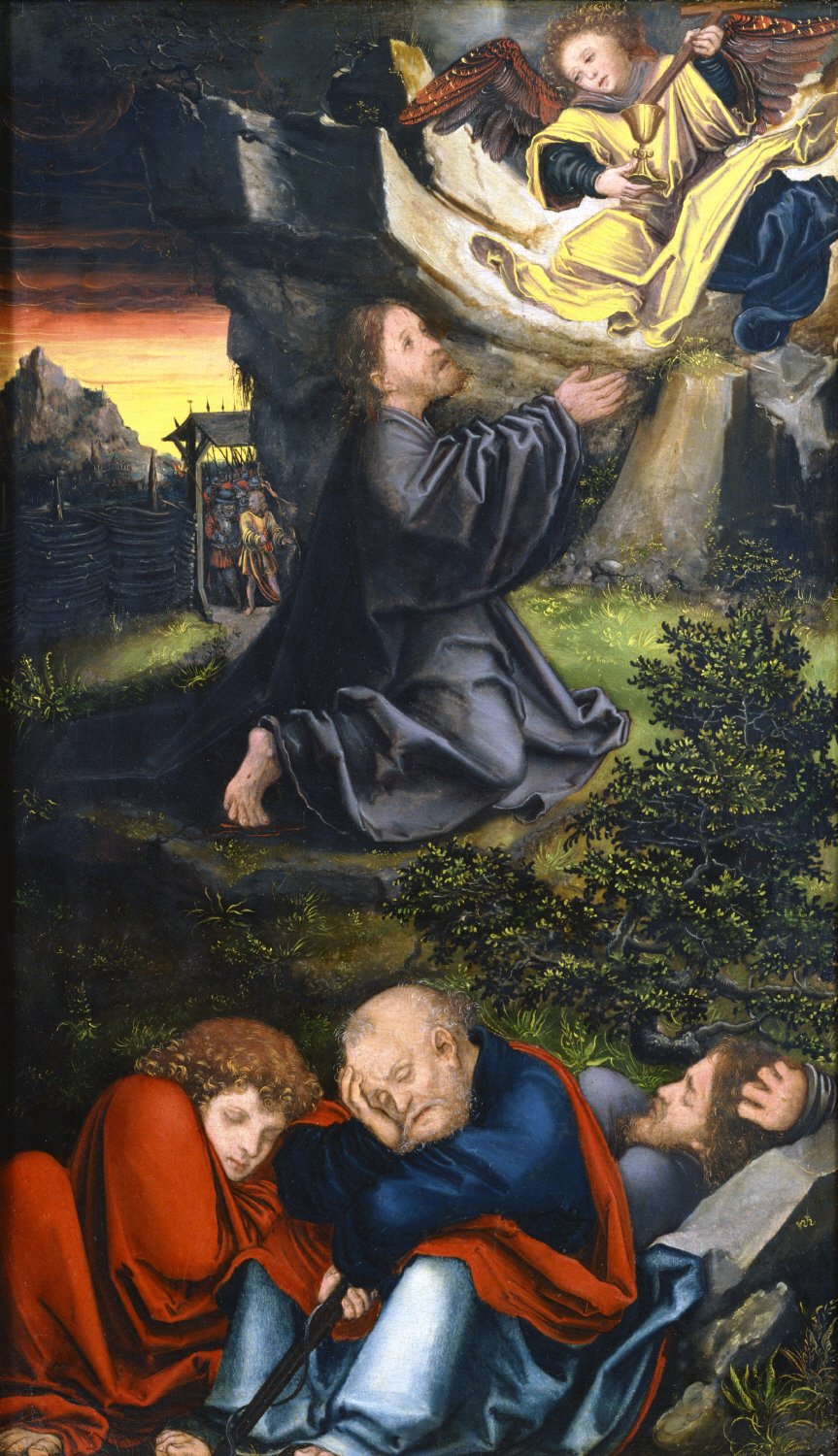
Lucas Cranach l'Ancien.
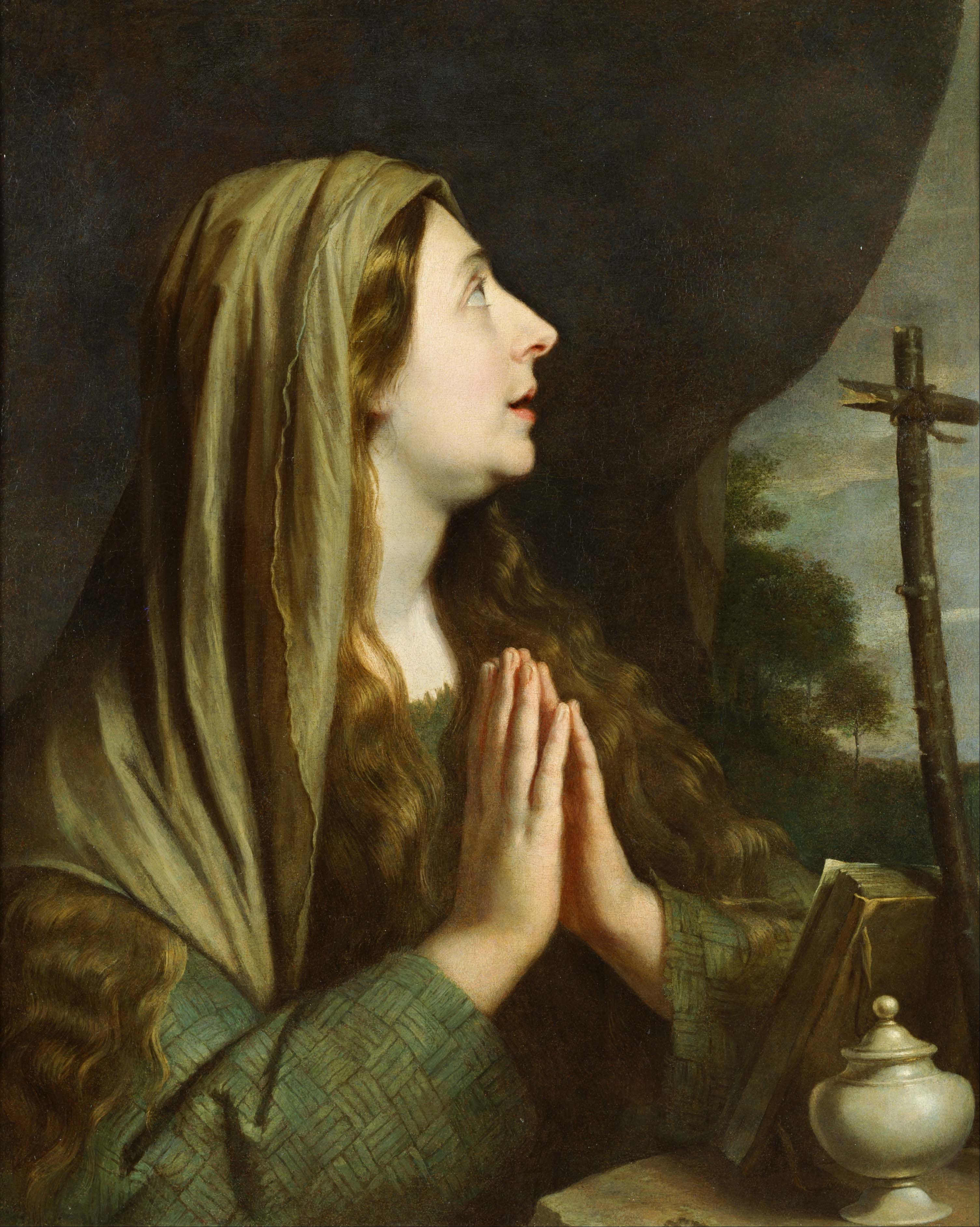
Philippe de Champaigne.
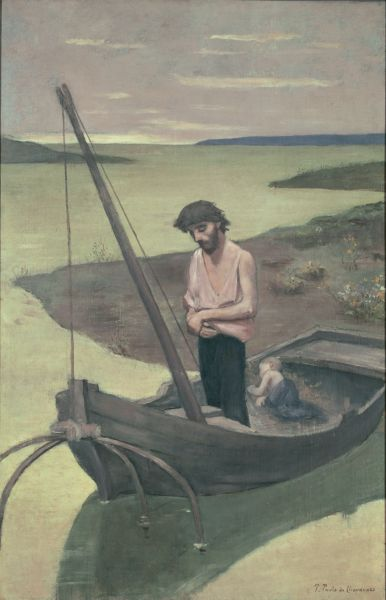
Pierre Puvis de Chavannes.
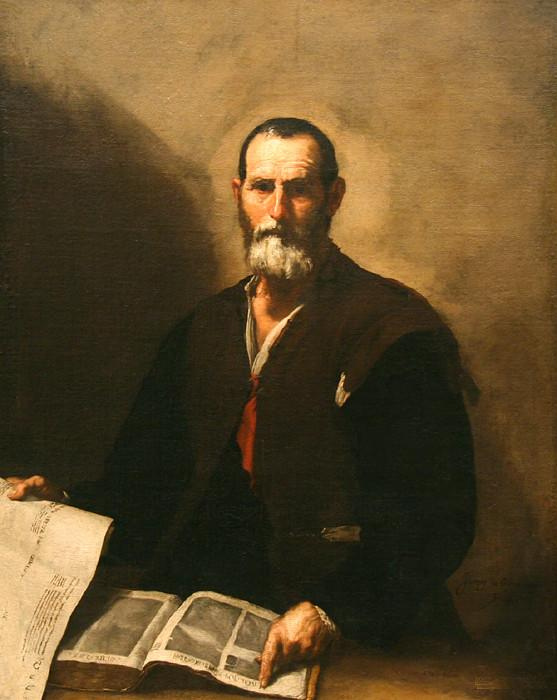
Jusepe de Ribera.
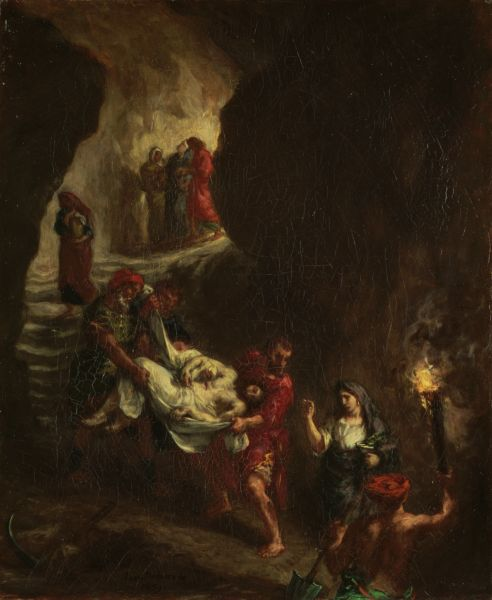
Eugène Delacroix.
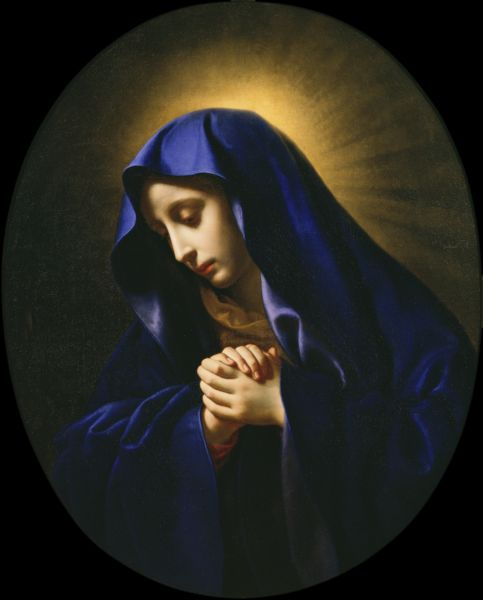
Carlo Dolci.
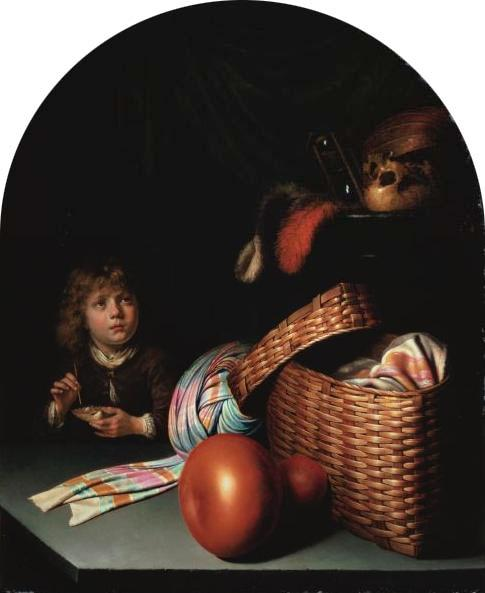
Gérard Dou.
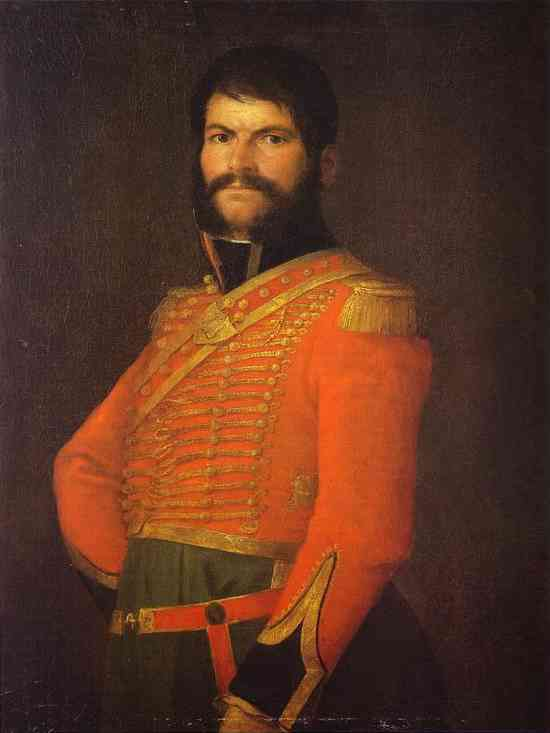
Francisco de Goya, Portrait de Juan Martin Diaz, el Empecinado, 1809.
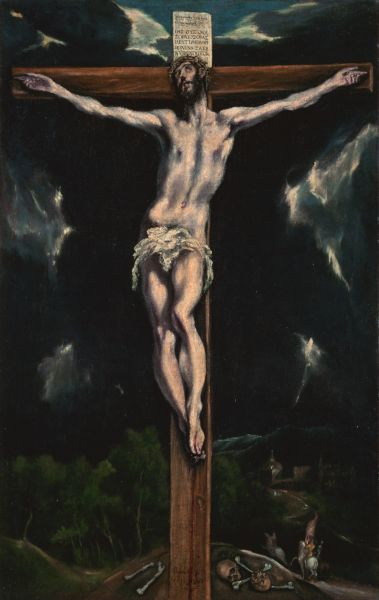
Le Greco.
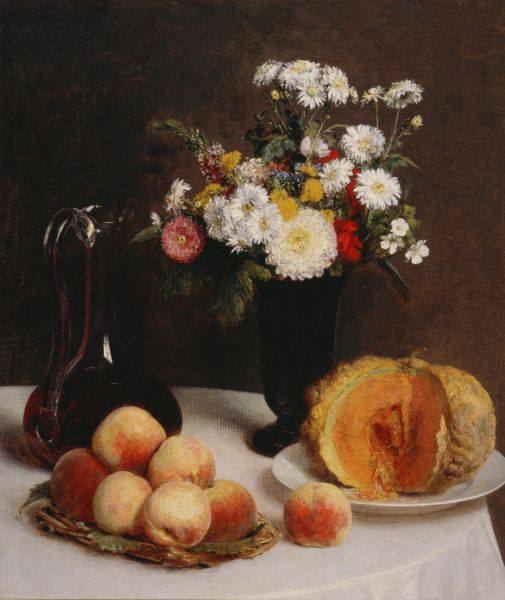
Henri Fantin-Latour.
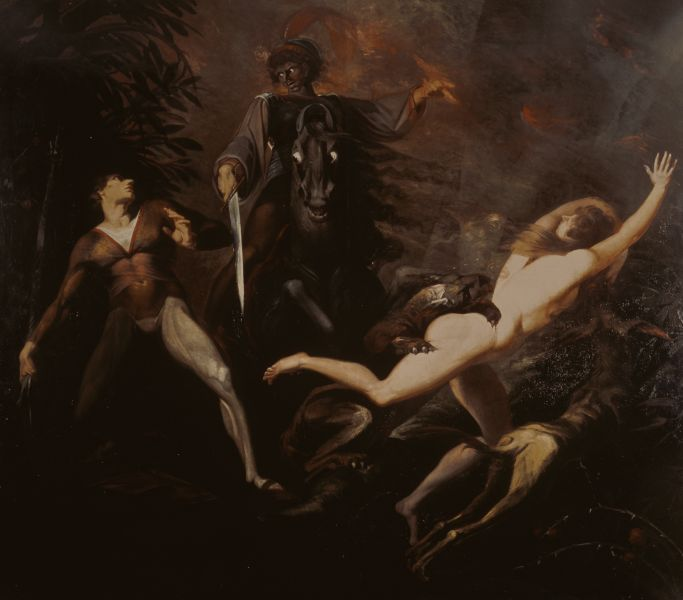
Johann Heinrich Füssli.
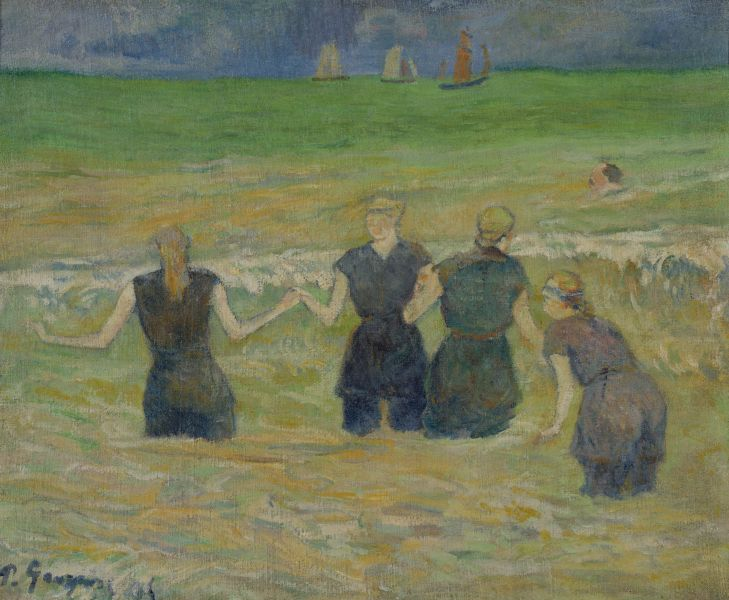
Paul Gauguin.
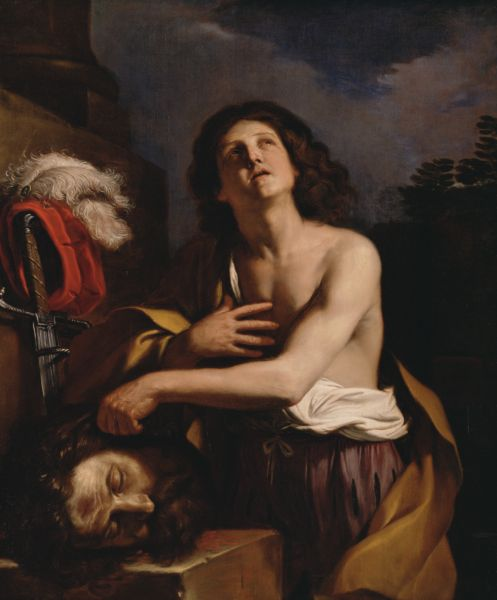
Le Guerchin, David avec la tête de Goliath, vers 1650.
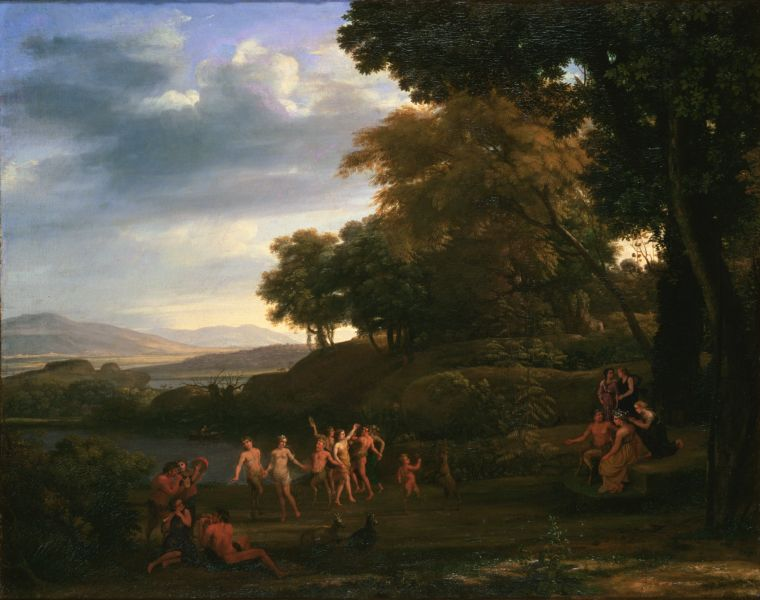
Claude Lorrain.
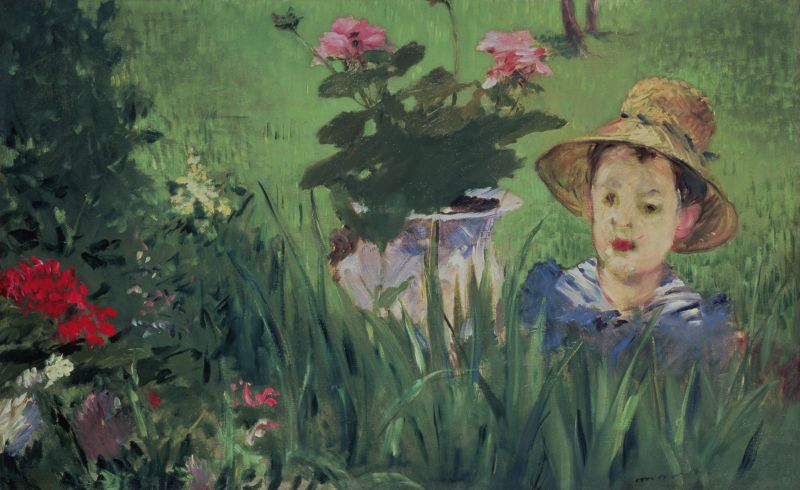
Édouard Manet.
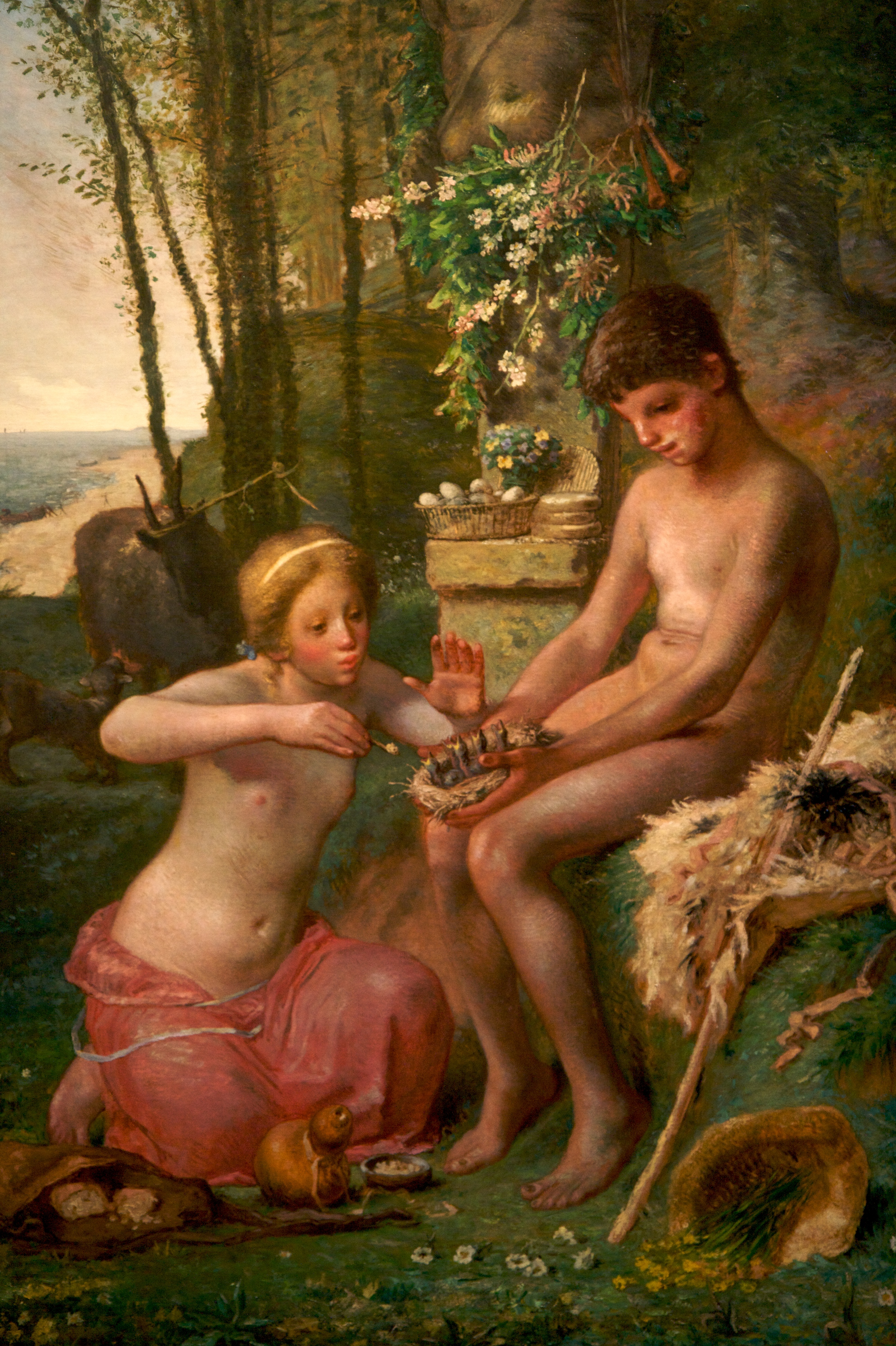
Jean-François Millet.
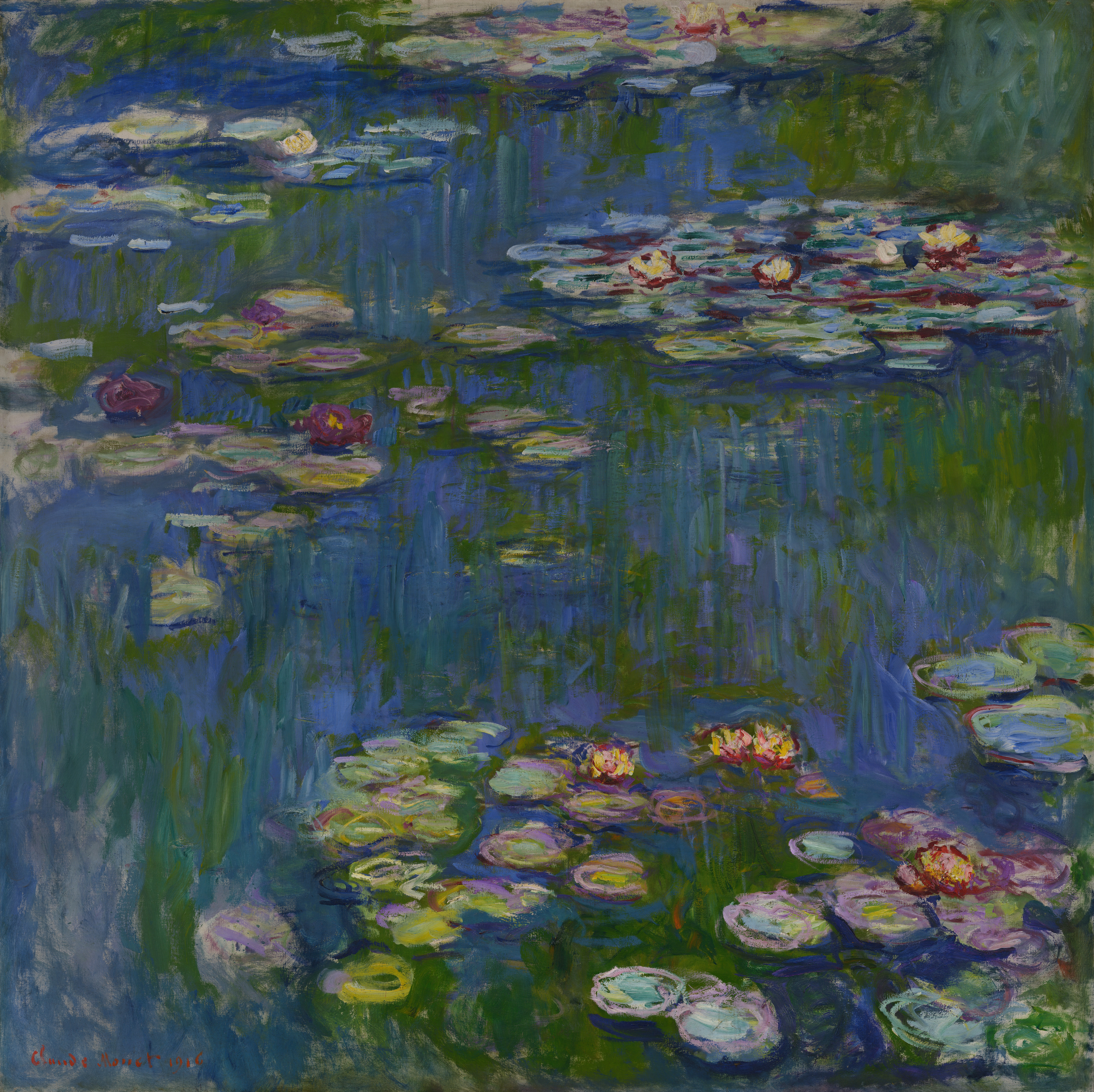
Claude Monet.
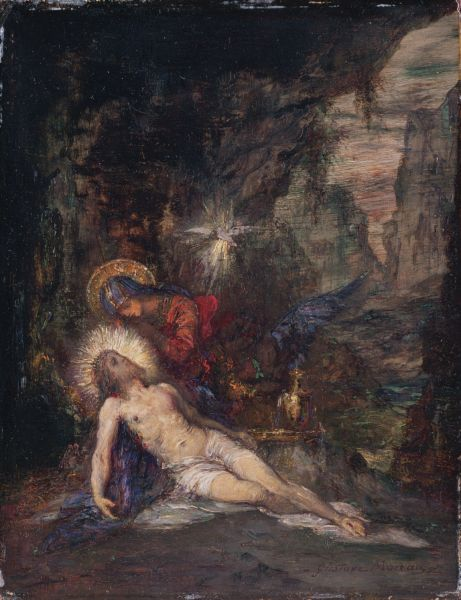
Gustave Moreau.
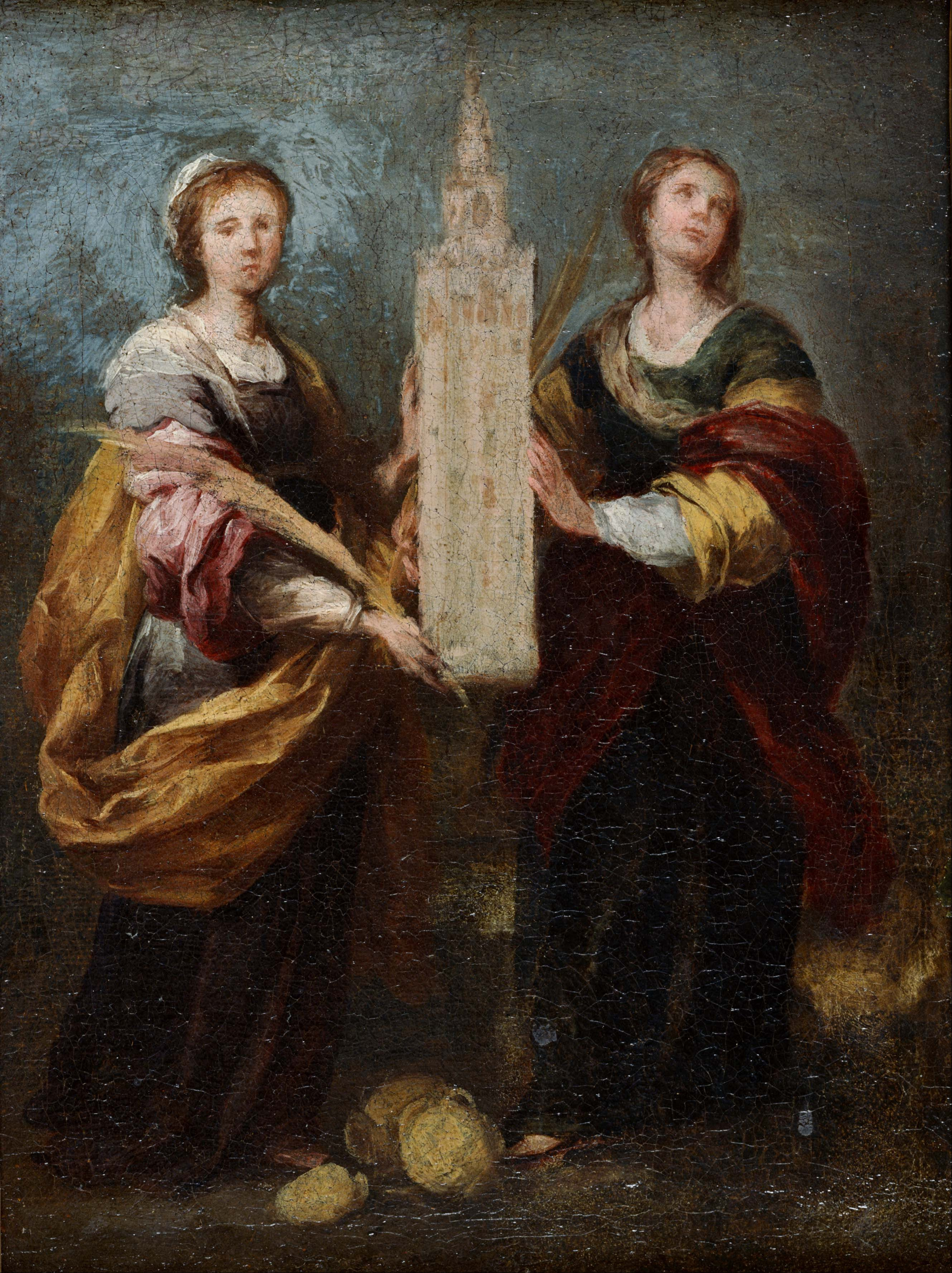
Bartolomé Esteban Murillo.
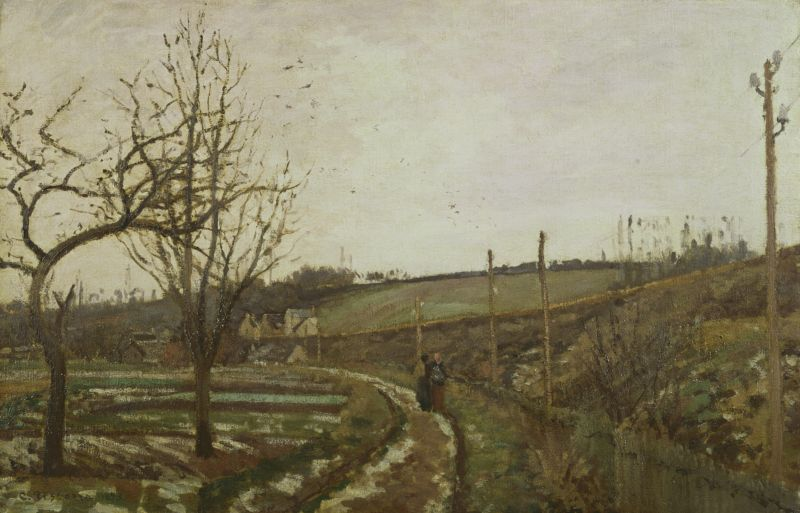
Camille Pissarro.
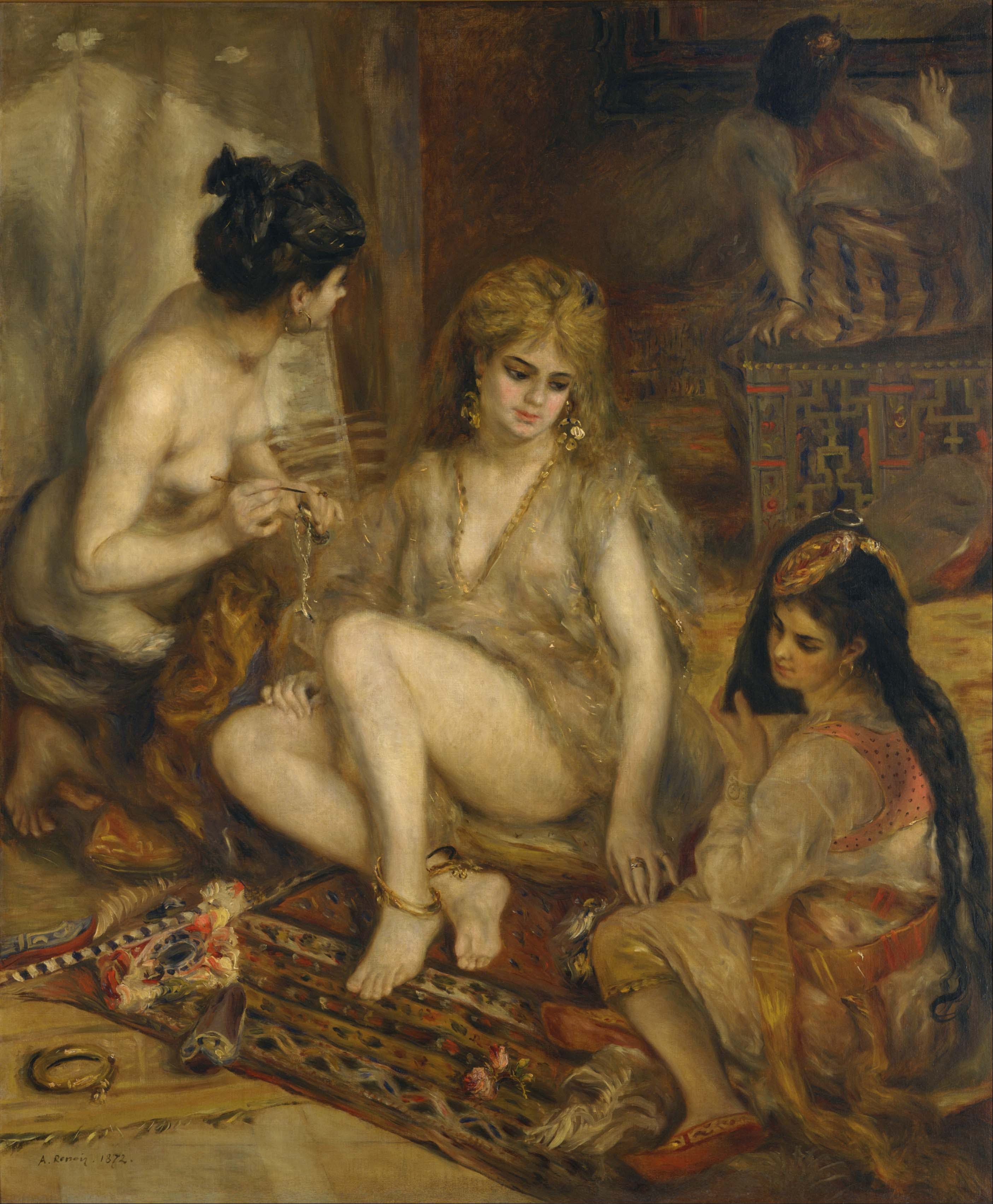
Auguste Renoir, Parisiennes habillées en Algériennes, 1872.
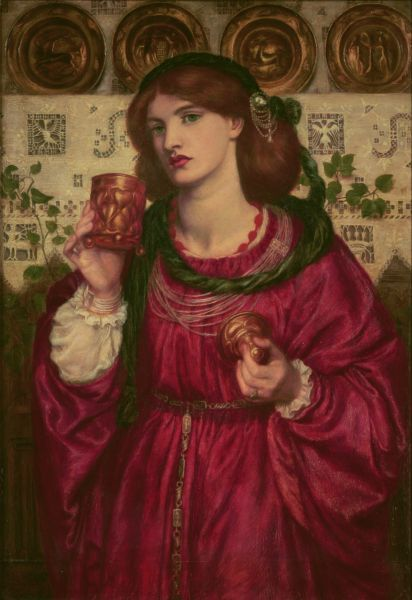
Dante Gabriel Rossetti, La Coupe d'amour, 1867.
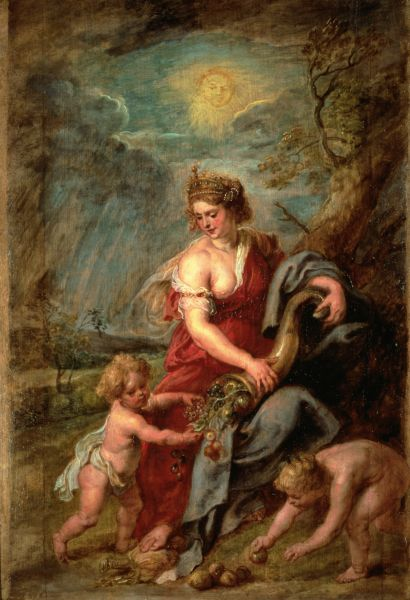
Pierre Paul Rubens.
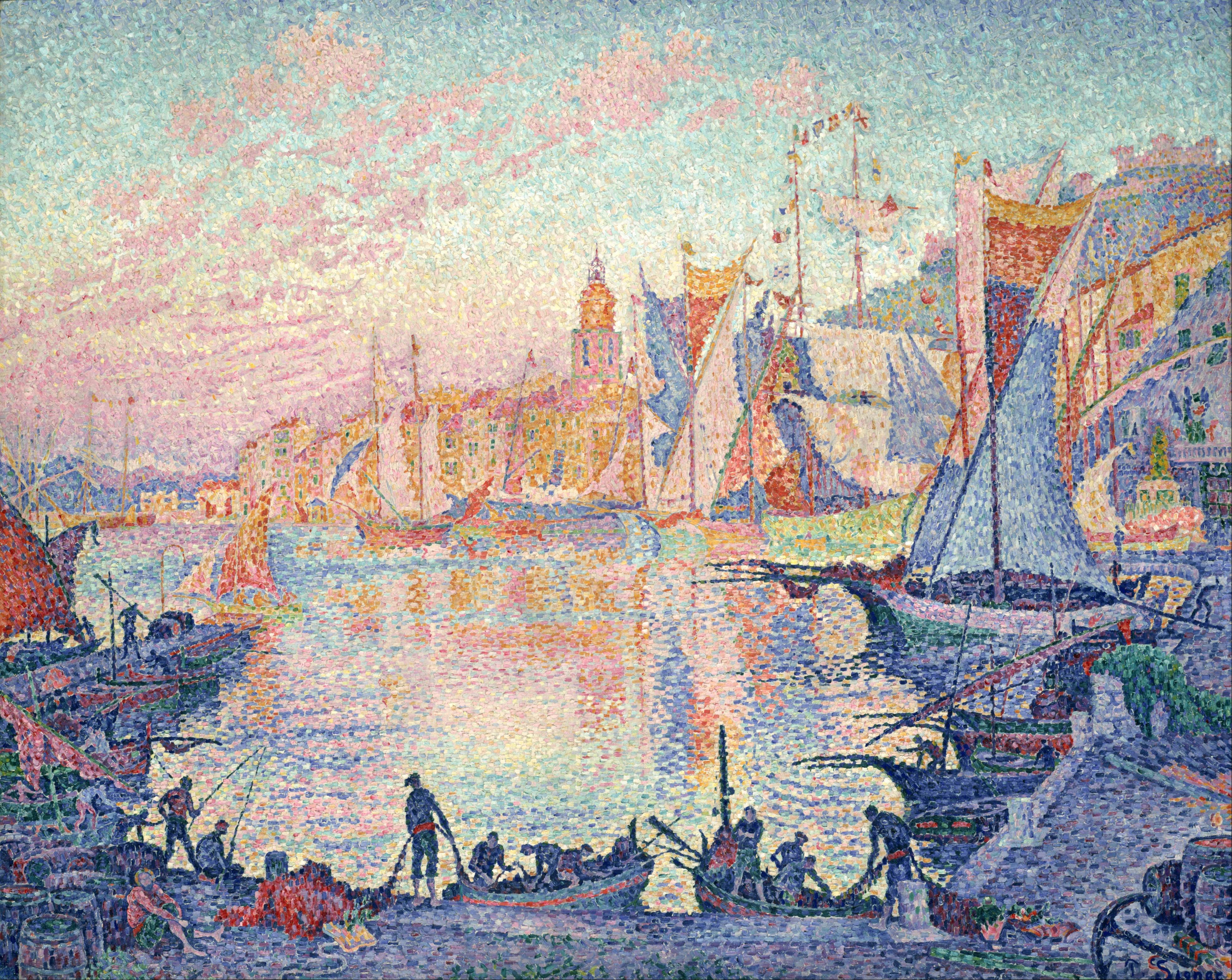
Paul Signac.
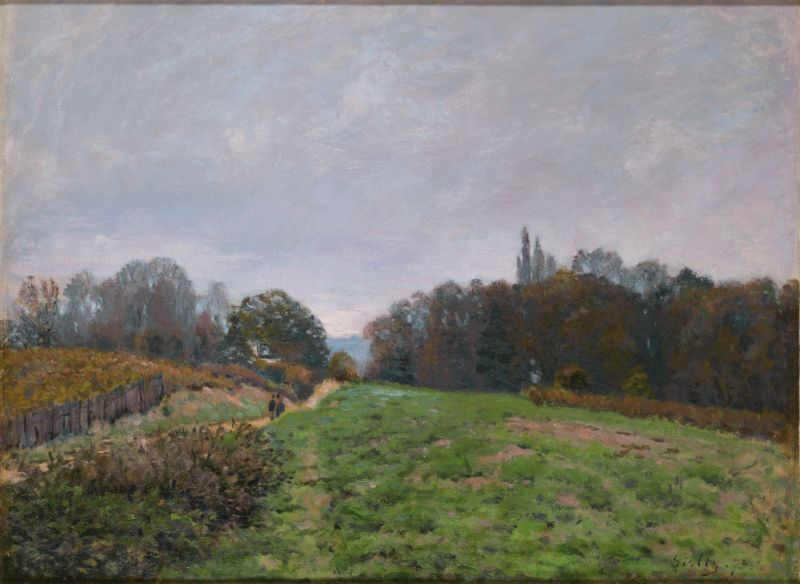
Alfred Sisley.
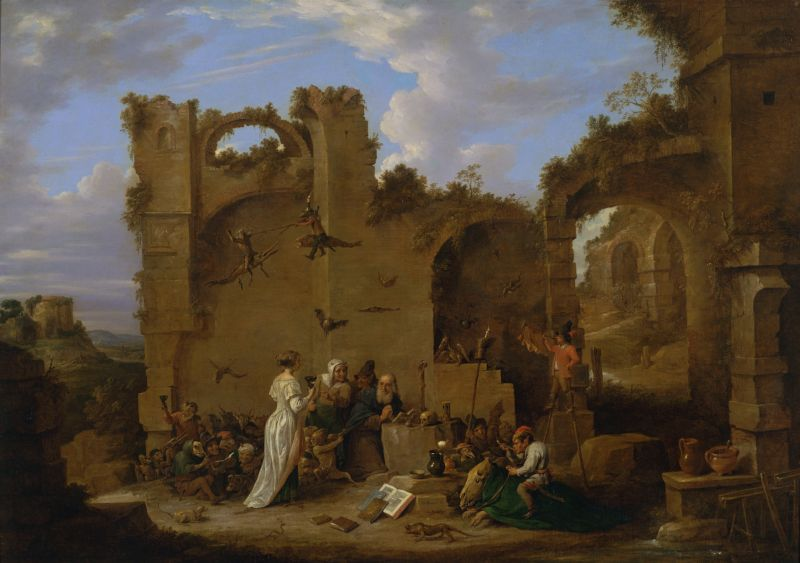
David Teniers le Jeune.
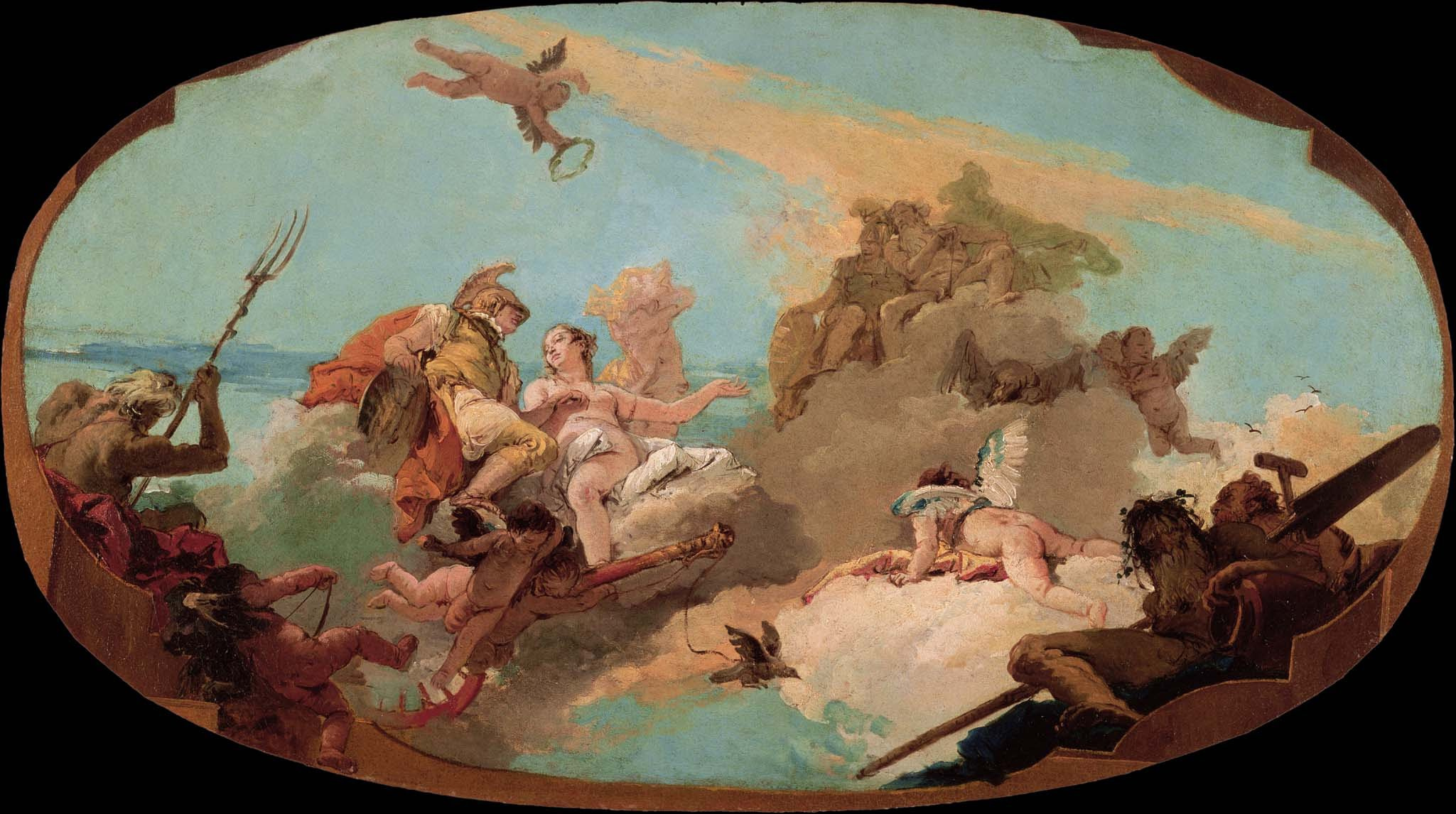
Giovanni Battista Tiepolo.
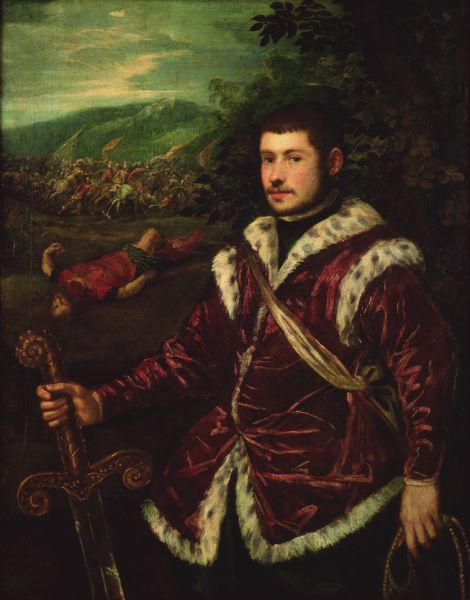
Tintoretto.
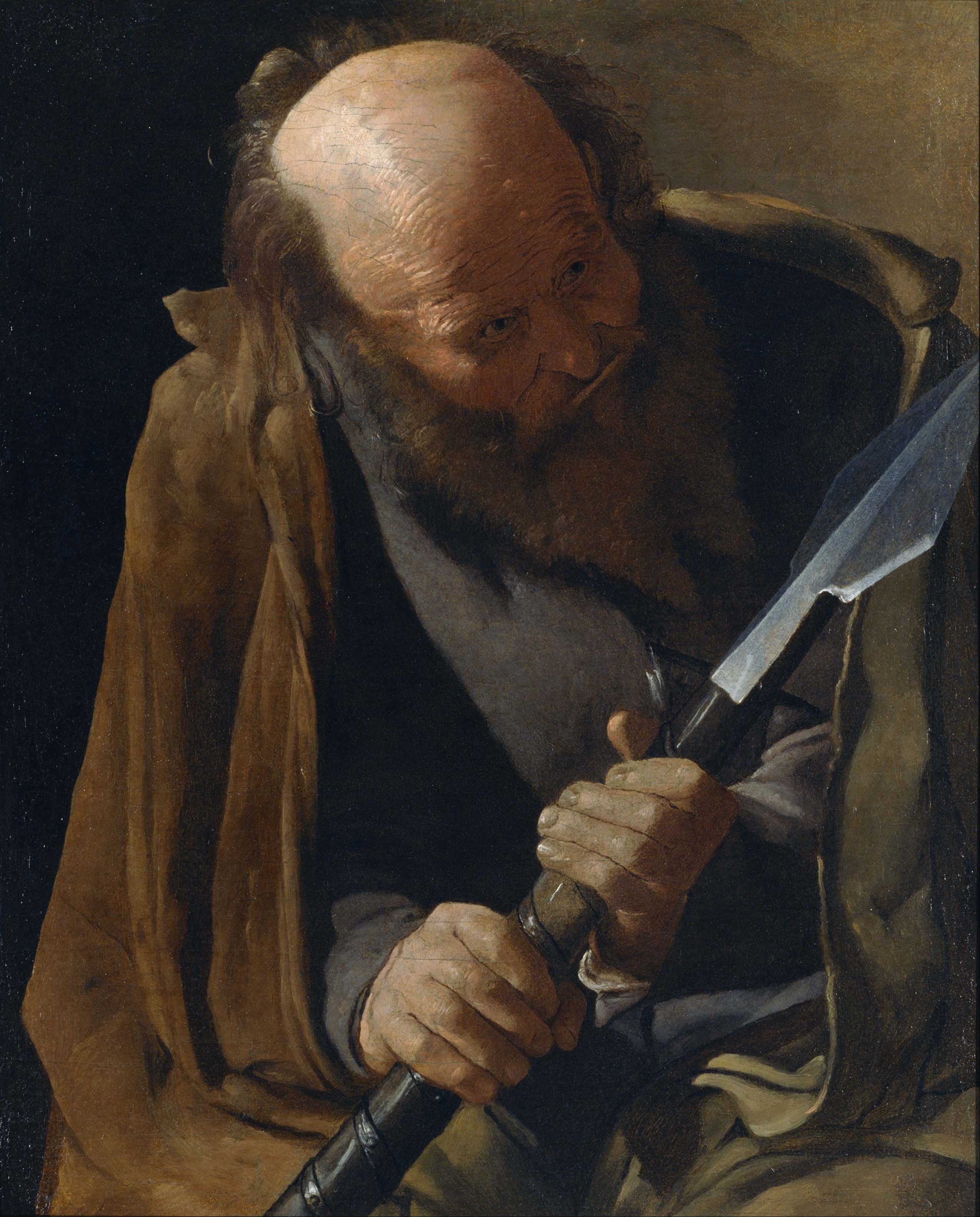
Georges de La Tour, Saint Thomas, première moitié du XVIIe siècle.
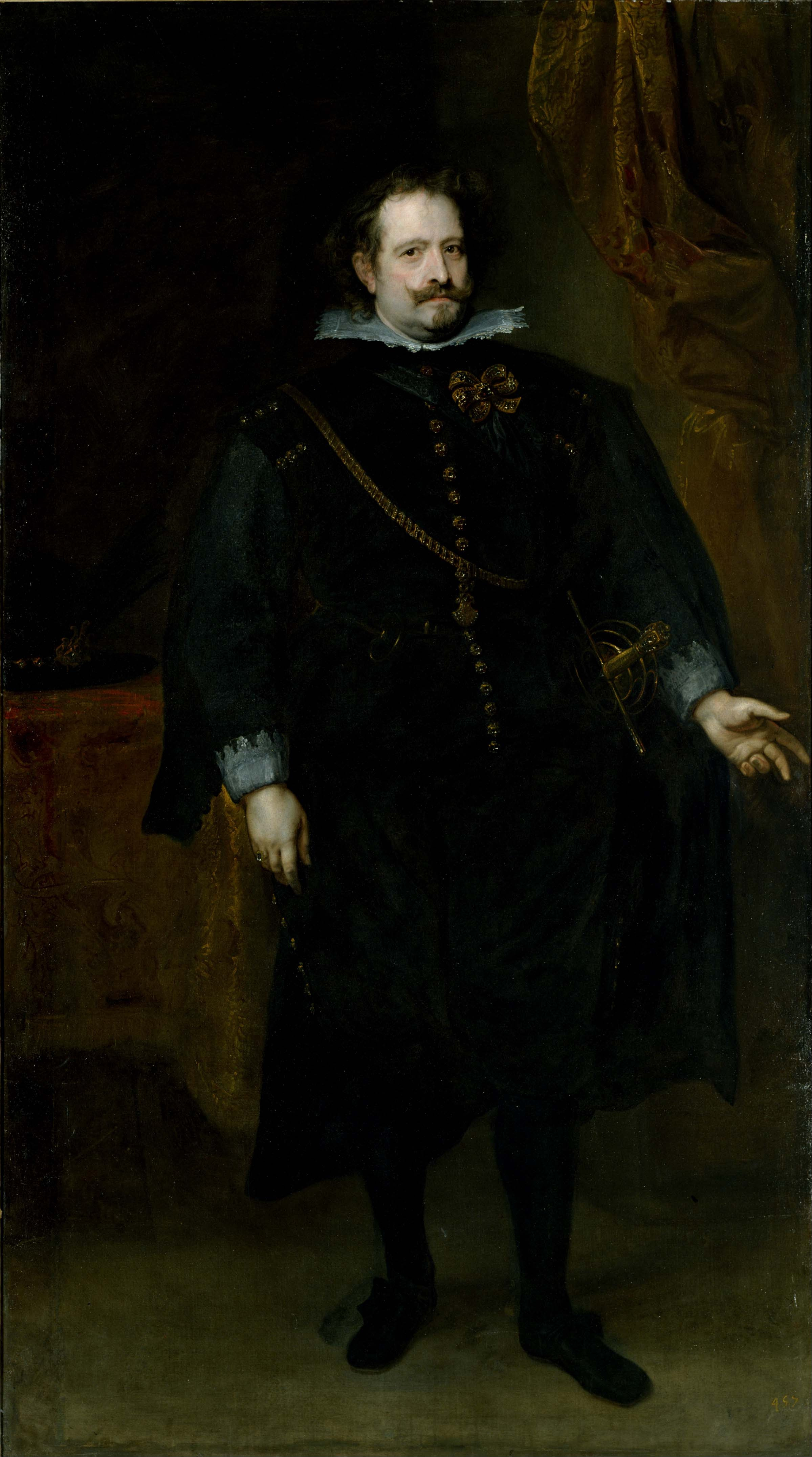
Antoine van Dyck.
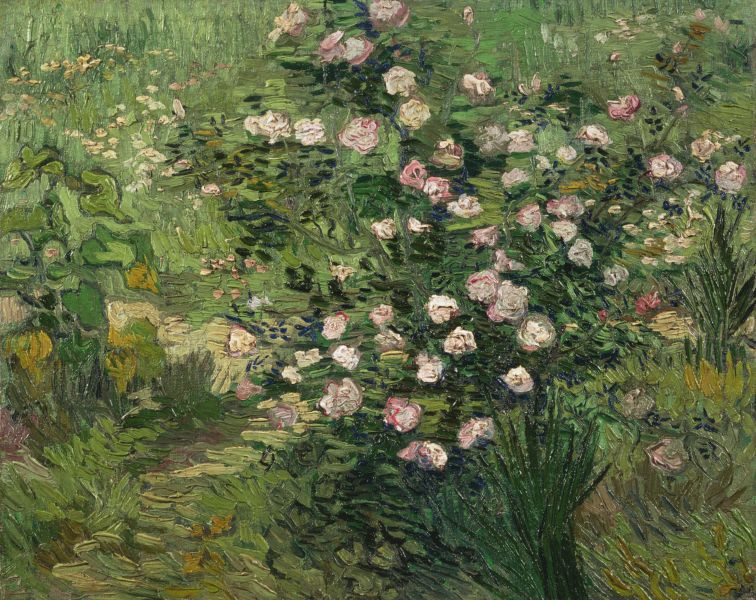
Vincent van Gogh.
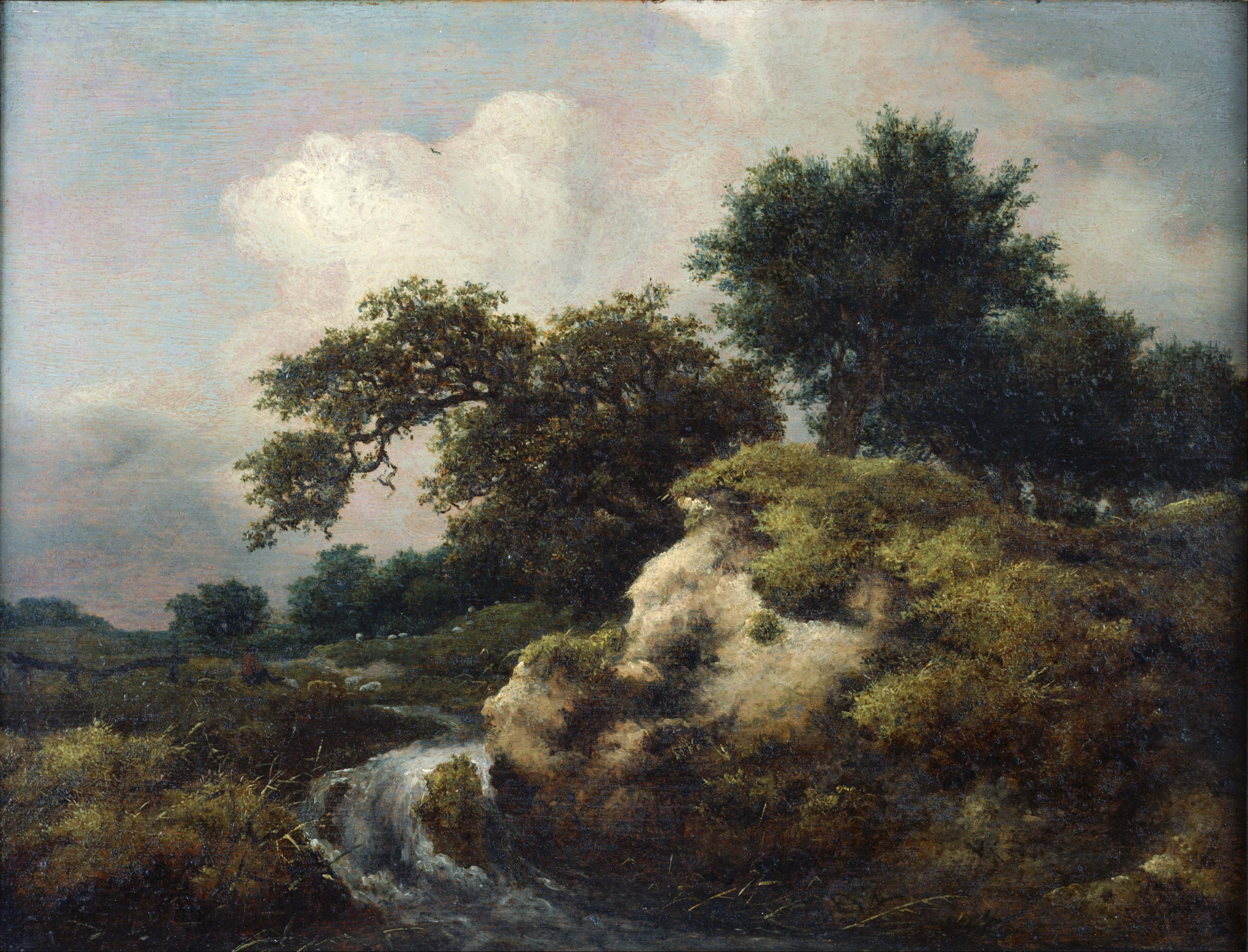
Jacob van Ruisdael.
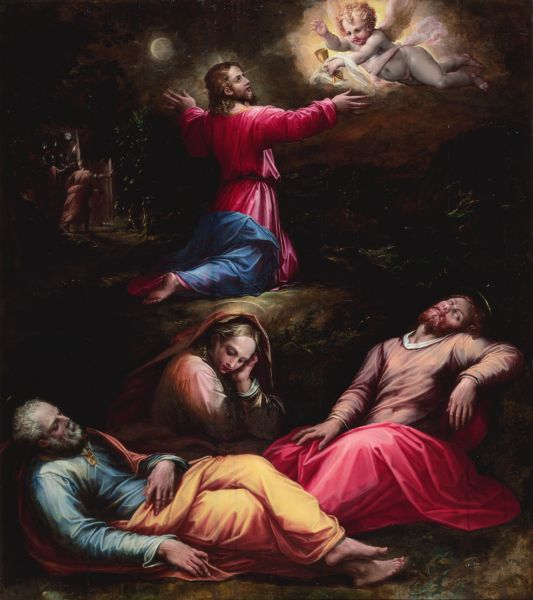
Giorgio Vasari.
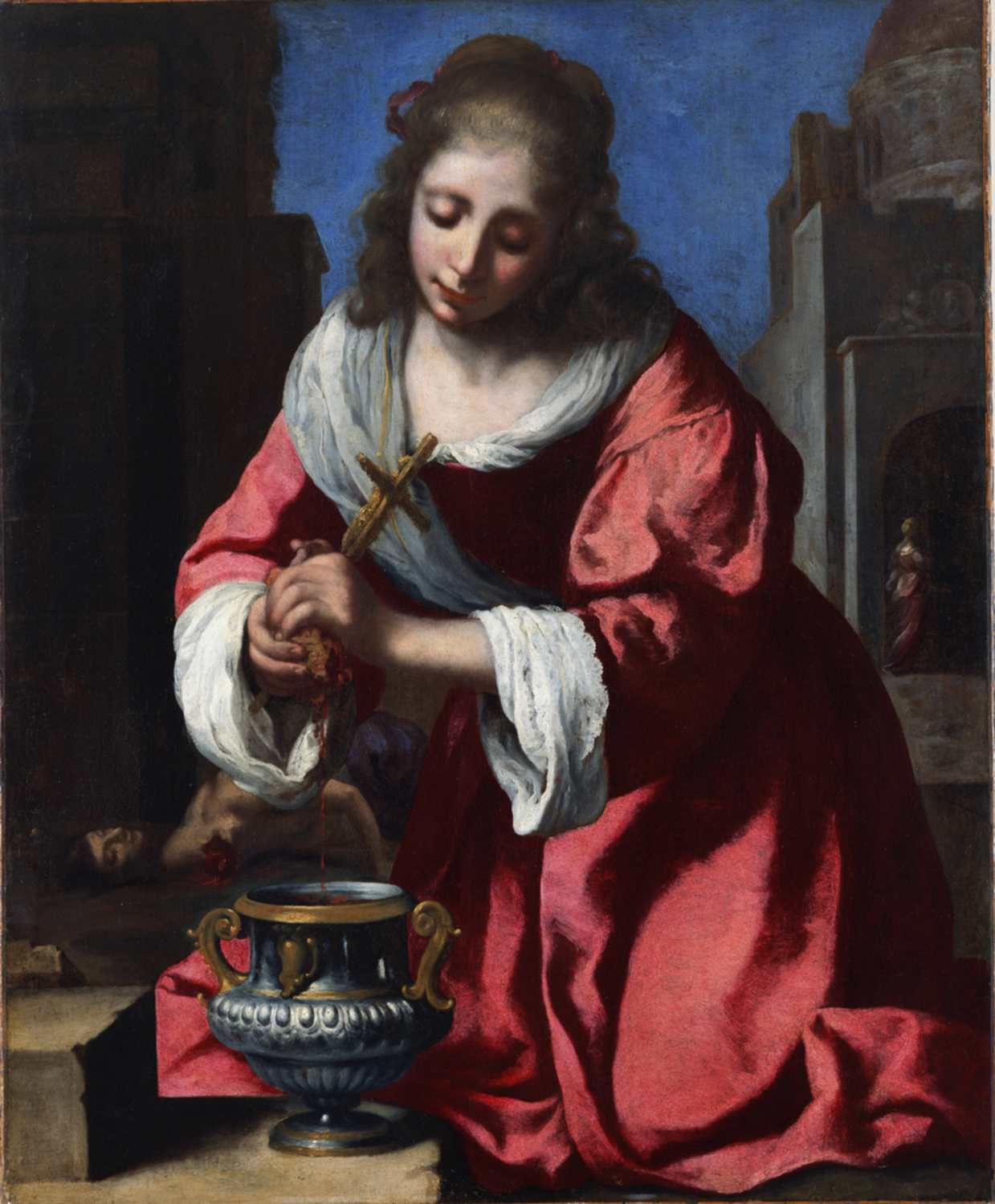
Johannes Vermeer, Sainte Praxède, 1655.
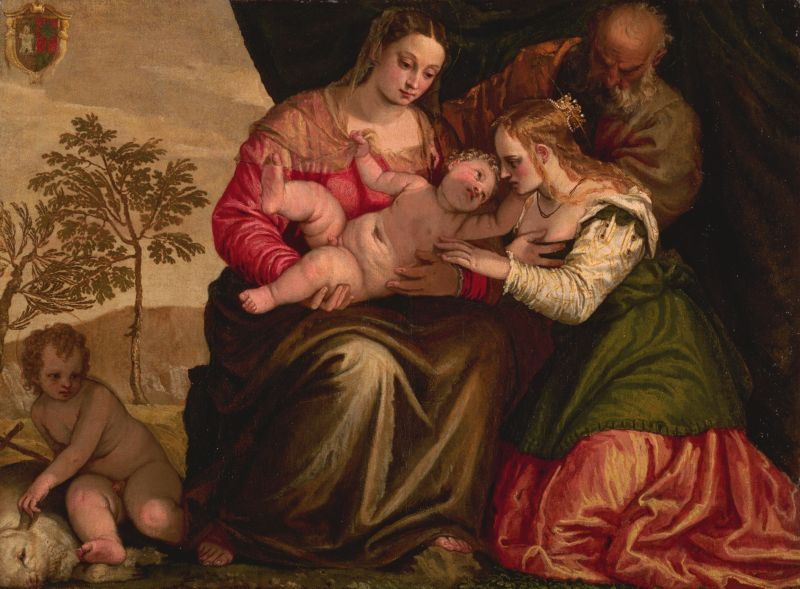
Paul Véronèse.

## Classement à l'UNESCO
La candidature de plusieurs sites construits par Le Corbusier (dont le musée) au patrimoine mondial de l'UNESCO a déjà été refusée en 2009 puis en 2011 en raison d'une liste trop longue et l’absence du site de Chandigarh en Inde,. Un nouveau dossier de candidature tenant compte des différentes remarques est déposé fin janvier 2015 et proposé lors de la 40e session du Comité du patrimoine mondial qui s'est tenue à Istanbul (Turquie) du 10 au 17 juillet 2016. L'ensemble est finalement classé le 17 juillet 2016.